# François Grillot
François Grillot (1793-1868) est un architecte français de style néoclassique. Il a été l'architecte du département des Vosges de 1821 à 1854.

## Biographie
François Pierre Auguste Grillot est le fils de Nicolas Grillot (1769-1824), architecte en chef du département de la Meurthe, et d'Anne Françoise Henry.
Il se forme auprès de son père sans qu'on connaisse aujourd'hui en détail les étapes de sa formation.
Il exerce à Épinal de 1821 à 1849 environ ; son agence est située rue de la Préfecture.
Très investi dans la ville, où il devient propriétaire de plusieurs maisons avec jardins et dépendances, il est membre du Conseil municipal, fait partie de la commission de surveillance du Musée d’Épinal pour la section Beaux-arts et adhère à la Société d'émulation du département des Vosges de 1827 à sa mort.
François Grillot épouse en 1827 Suzanne Élisabeth Fanny Andrey dont il a un seul fils, Léon Charles Grillot, dit Grillot fils, né à Épinal le 9 novembre 1827. Celui-ci deviendra lui aussi architecte à Épinal  et succédera à son père pour la charge d'architecte du département des Vosges après avoir été notamment architecte pour le diocèse de Saint-Dié.
François Grillot meurt à Épinal le 30 mars 1868.

## Réalisations
François Grillot a notamment dessiné les plans de l'Hôtel de ville de Bains-les-Bains, de l’hôtel de la préfecture à Épinal (1824-1829) et de la maison d’arrêt de Remiremont (1846).
Il est aussi l'architecte de la mairie de Grand (1824), de celles de Bazoilles-sur-Meuse (1827) et de l'hôtel de ville de Gérardmer (1836).
Il a participé à la rénovation et à la reconstruction des thermes de Plombières-les-Bains en poursuivant l’œuvre commencée par son père sous la direction d'architectes parisiens. On lui doit en particulier le premier étage du Bain tempéré en 1823-1824, l'amélioration du Grand Bain, dont il conserve l'hypocauste, en 1824, la couverture du Bain des Capucins en 1824, l'aménagement des bassins circulaires du Bain tempéré en 1827-1828, l'agrandissement du Bain royal de 1826 à 1829 et la reconstruction du Bain Montaigne de 1843 à 1847 dans le cadre plus large de reconstructions des thermes qui s'échelonnent de 1837 à 1849. À Plombières, il a réalisé aussi la gendarmerie (en 1823-1825) et plusieurs grands hôtels.
Entre 1823 et 1844, on lui reconnaît un total de 23 églises, dont celles de Raon L'Étape, de Bruyères ou de Ventron, pour les Vosges ; mais également en Alsace, à Bourg-Bruche, à Russ ou Natzwiller, dans le Bas-Rhin, par exemple.

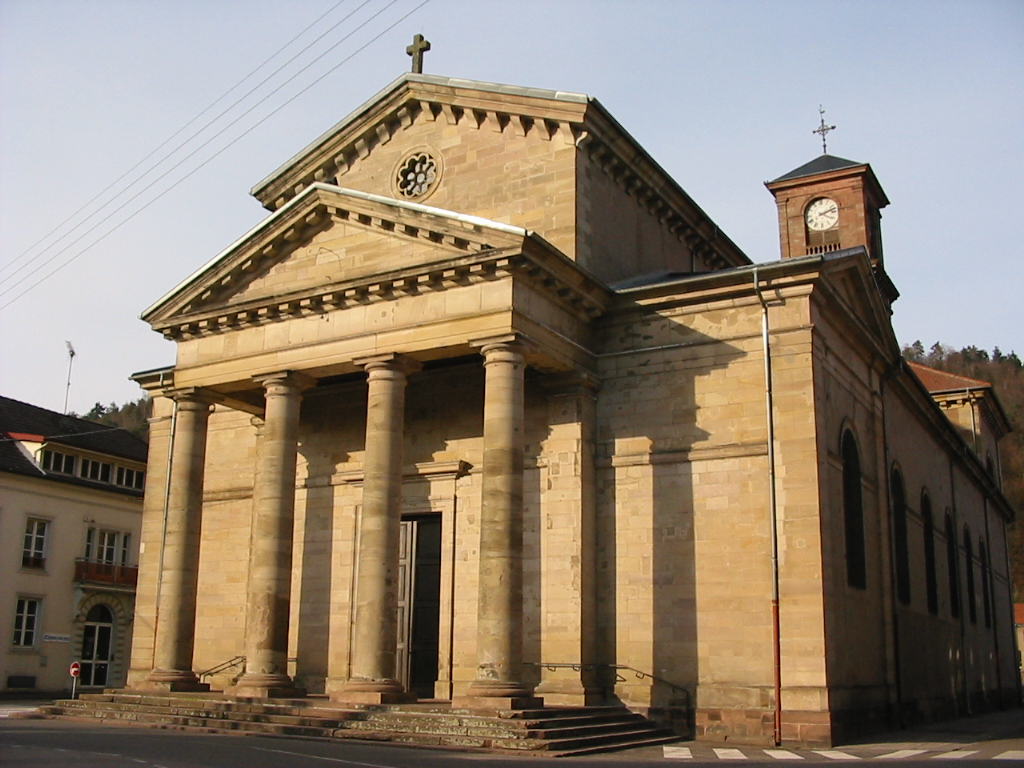
Église Saint-Luc de Raon-l'Étape.
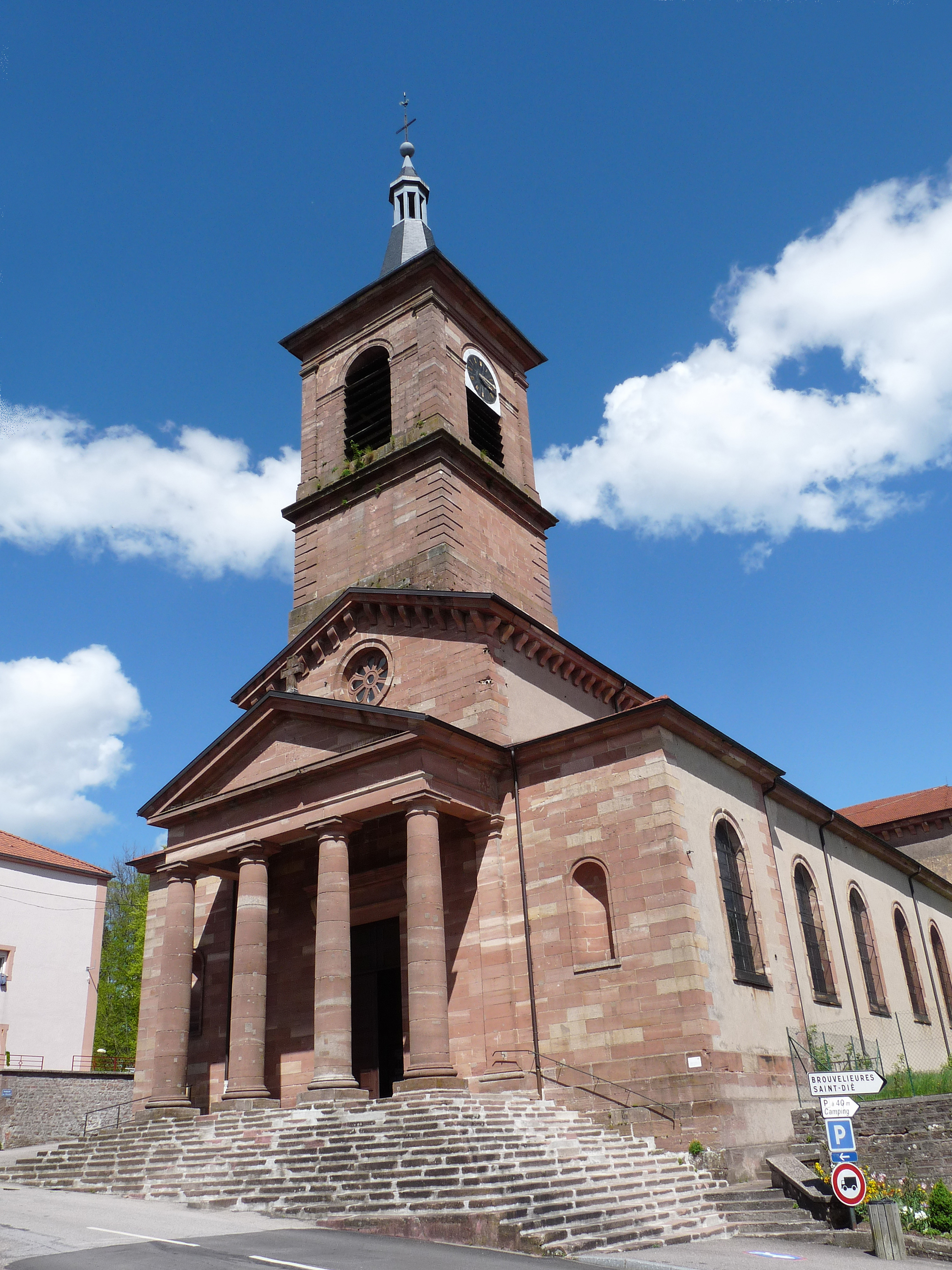
Église Notre-Dame-de-l'Assomption de Bruyères.
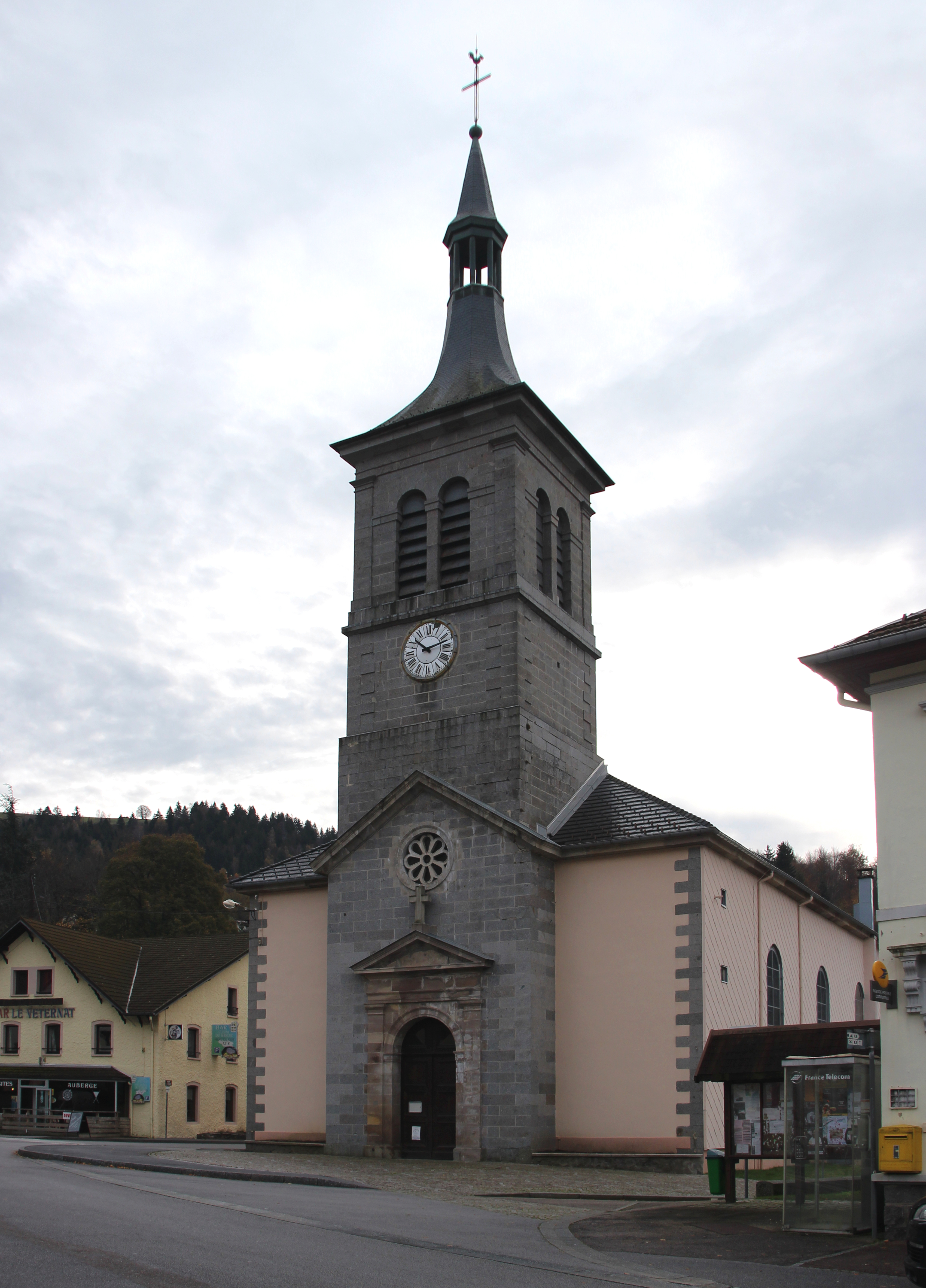
Église de Ventron.
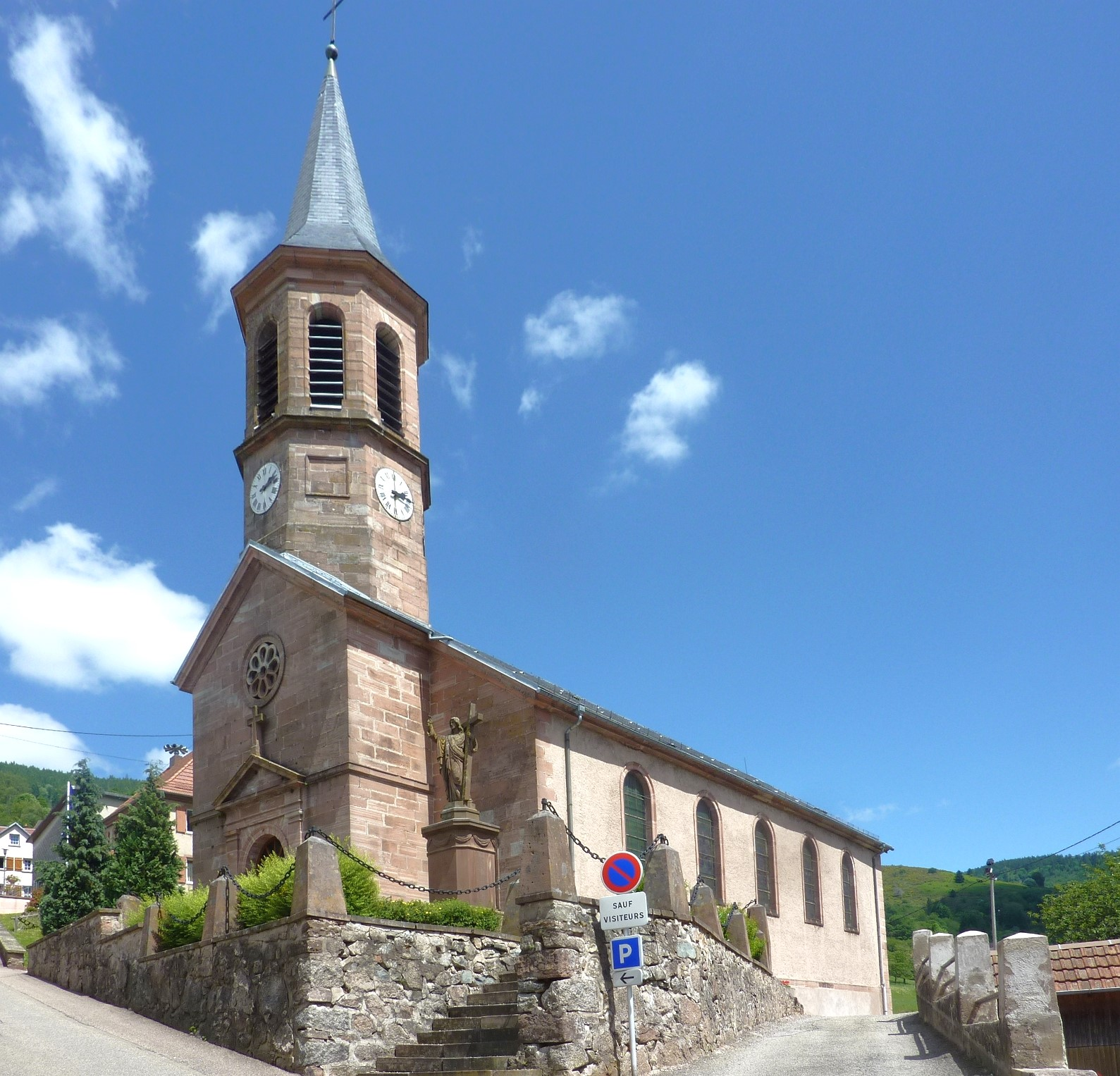
Église de Natzwiller.
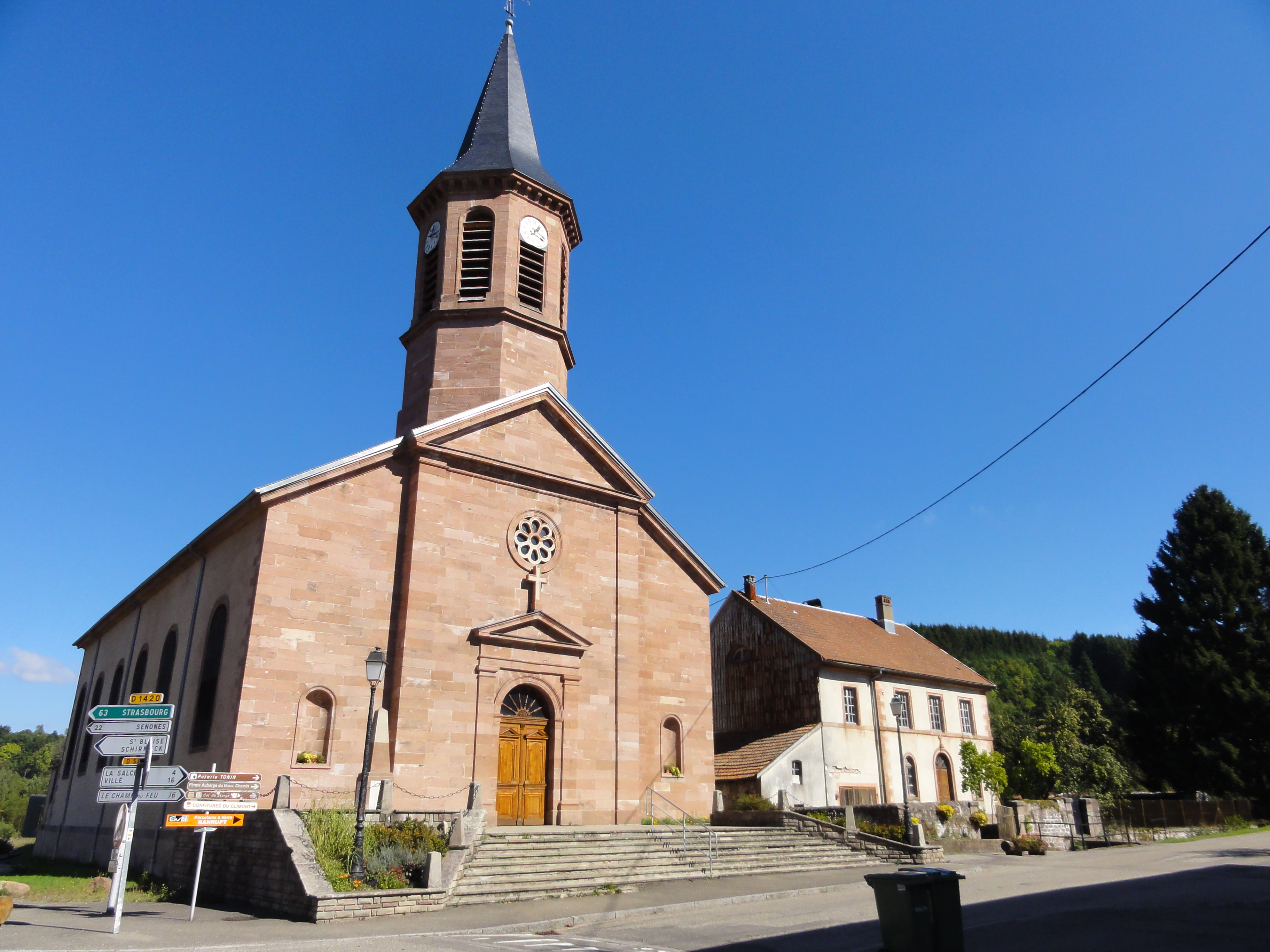
Église de Bourg-Bruche.
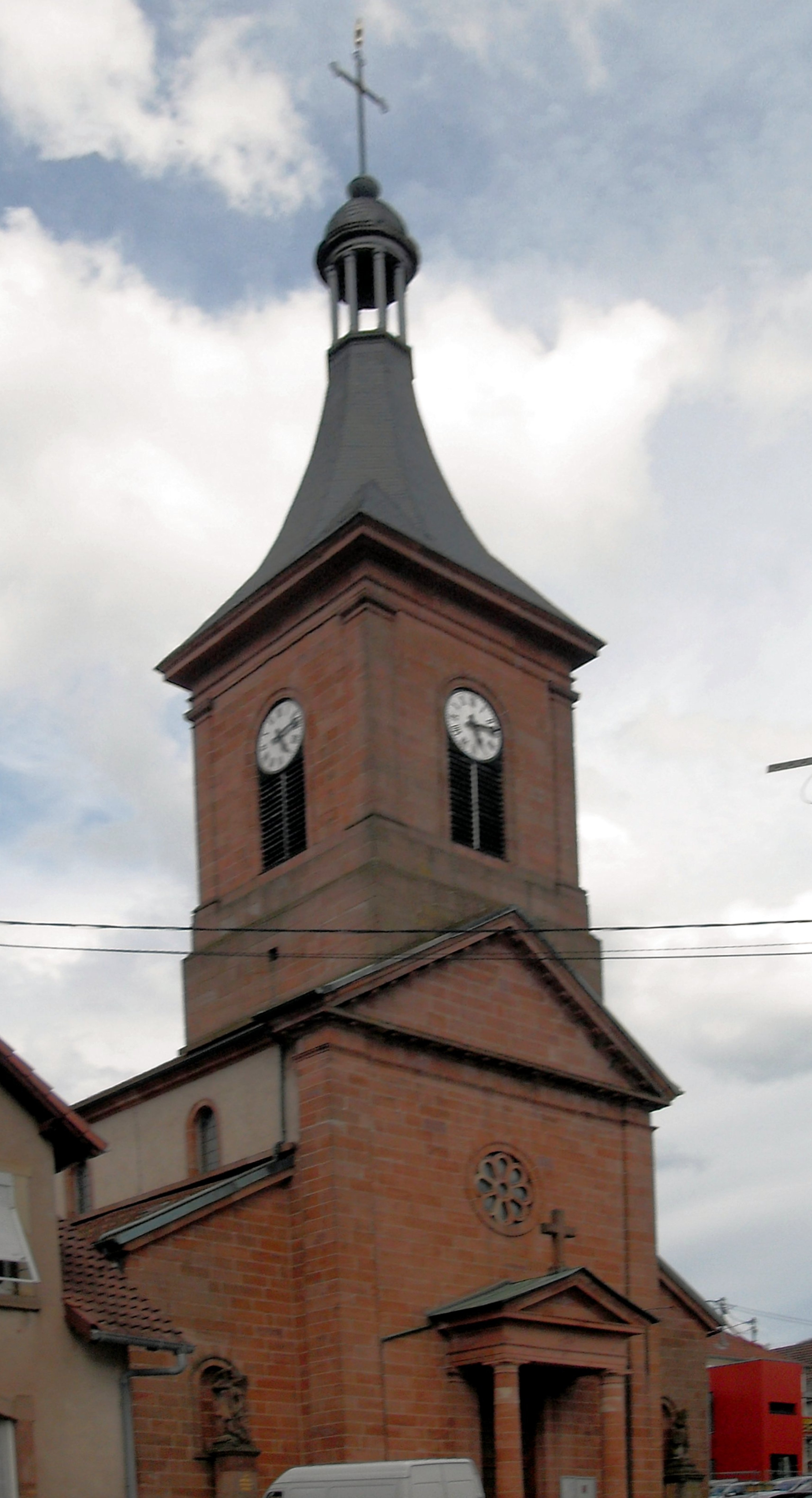
Église de Russ.
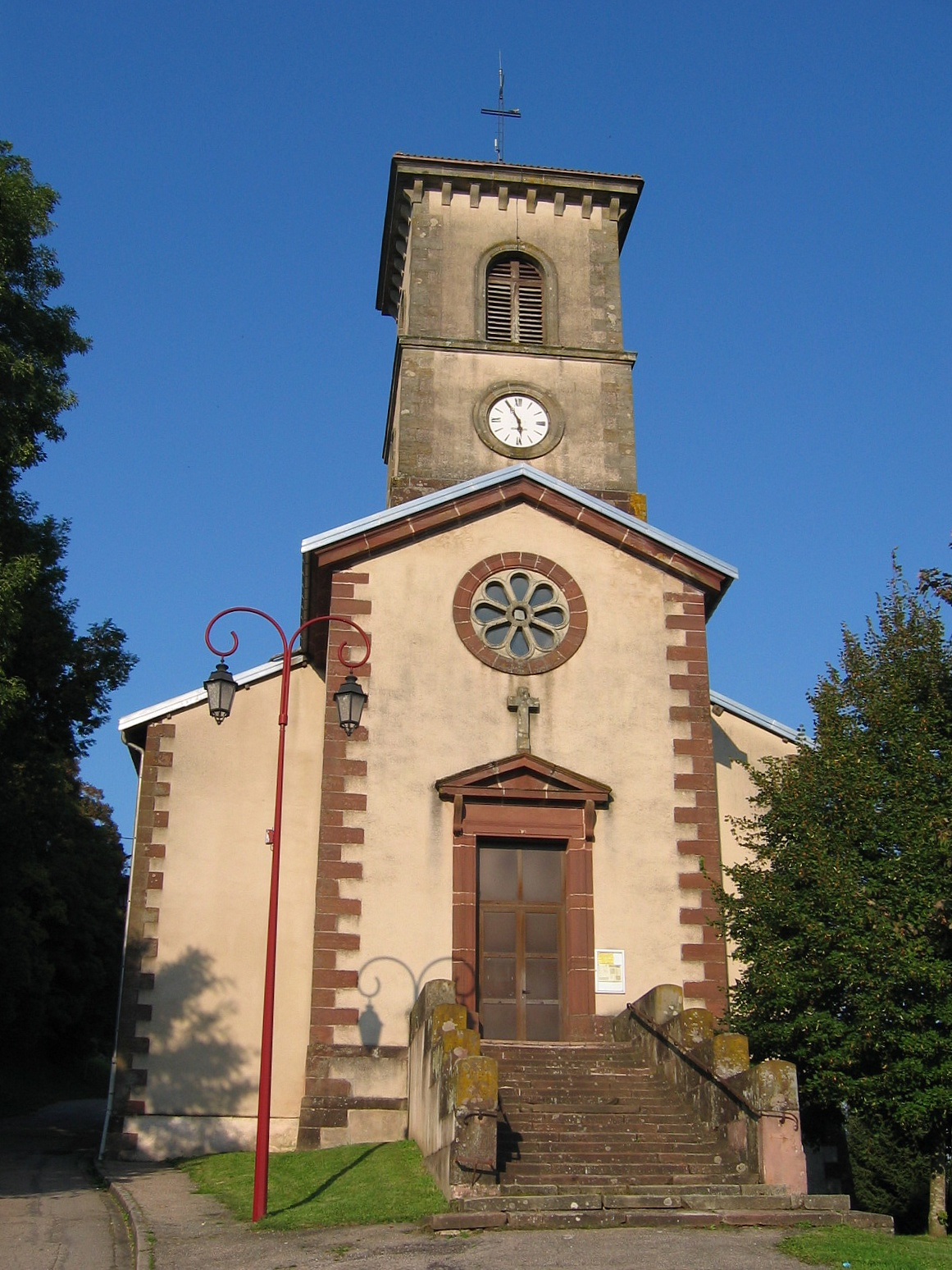
Église d'Ambacourt.

Il a réalisé également les théâtres de Mirecourt, de Neufchâteau et d’Épinal.
Plusieurs de ses projets ont été abandonnés ou n'ont pas été réalisés : un monument au duc de Béthune à Lamarche (1845), la reconstruction de l'église de Villotte (1845), la construction d'une maison d'arrêt et de justice à Épinal (1846) ou la reconstruction de l'église de Padoux (1847).
Mathilde Doyen, chargée de mission patrimoine culturel au PNRBV, le considère non comme un créateur mais comme « un bon et fidèle exécutant répondant aux goûts de l'époque ».